# Enzo Wouters
Pour les articles homonymes, voir Wouters.
Enzo Wouters, né le 21 mars 1996 à Charleroi, est un coureur cycliste belge.

## Biographie
Enzo Wouters est champion de Belgique sur route en catégorie débutants en 2011, puis juniors en 2014. Lors de la saison 2014, il s'affirme chez les juniors (moins de 19 ans) comme l'un des meilleurs sprinteurs de sa génération, remportant six épreuves UCI du calendrier juniors. Il se classe également troisième de Paris-Roubaix juniors. Ses bonnes performances, lui permettent de rejoindre en 2015 Lotto-Soudal U23, équipe espoirs réserve de l'équipe professionnelle Lotto-Soudal. Cette année-là, il est vainqueur d'étape du Tour de Flandre-Orientale et du Tour de Moselle. En 2016, il est notamment deuxième de la Flèche du port d'Anvers, du championnat de Belgique sur route espoirs, du Mémorial Staf Segers, du Mémorial Philippe Van Coningsloo et finit troisième de la Topcompétition.
Ces résultats lui valent d'être recruté par l'équipe World Tour Lotto-Soudal. Opéré au genou en fin d'année 2016, il fait ses débuts professionnels avec cette équipe en mars 2017. En juillet, il gagne le GP Lanssens-Crelan, une kermesse professionnelle. Durant ses deux premières années chez Lotto-Soudal, il a un rôle d'équipier et n'est que le cinquième sprinteur dans la hiérarchie de l'équipe.
Au mois de juillet 2019, il termine onzième du Grand Prix Pino Cerami remporté par le Français Bryan Coquard sous une chaleur caniculaire. En 2020, il n'est pas conservé par Lotto-Soudal et rejoint l'équipe continentale Tarteletto-Isorex.

## Palmarès et résultats

### Palmarès sur route
- 2011
  -  Champion de Belgique sur route débutants 1re année
- 2013
  - 3e étape du Tour de Haute-Autriche juniors
- 2014
  -  Champion de Belgique sur route juniors
  - Champion de la province d'Anvers sur route juniors
  - 3e étape du Tour d'Istrie
  - 3e étape d'Au Tour des Juniors
  - 3e étape du Tour de Haute-Autriche juniors
  - 3e étape du Tour de Basse-Saxe juniors
  - 1re et 2eb étapes du Keizer der Juniores
  - 2e du Keizer der Juniores
  - 3e de Paris-Roubaix juniors
- 2015
  - 5e étape du Tour de Flandre-Orientale
  - 3e étape du Tour de Moselle
- 2016
  - Champion de la province d'Anvers sur route
  - Champion de la province d'Anvers sur route espoirs
  - 1re étape du Tour de Flandre-Orientale
  - 2e du championnat de Belgique sur route espoirs
  - 2e du Mémorial Staf Segers
  - 2e du Mémorial Philippe Van Coningsloo
  - 2e de la Flèche du port d'Anvers
  - 3e de l'Omloop van de Grensstreek
  - 3e de la Topcompétition
- 2017
  - GP Lanssens-Crelan
- 2018
  - 2e du Grand Prix Briek Schotte
  - 3e de la Wanzele Koerse
  - 3e du Grote Prijs Dr. Eugeen Roggeman
- 2020
  - Gand-Staden
  - 2e de la Wanzele Koerse

### Classements mondiaux
| Année                                 | 2016 | 2017  | 2018  | 2019  | 2020 | 2021  |
| ------------------------------------- | ---- | ----- | ----- | ----- | ---- | ----- |
| Classement mondial                    | 671e | 1975e | 1363e | 1243e | 971e | 1819e |
| UCI Europe Tour                       | 415e | 1253e | 971e  | 864e  | 759e | 1250e |
| UCI Asia Tour                         | nc   | nc    | 458e  |       |      |       |
|                                       |      |       |       |       |      |       |
| Légende : nc = non classéSource : UCI |      |       |       |       |      |       |

### Palmarès sur piste
- 2011
  -  Champion de Belgique de vitesse par équipes débutants
  - 3e du championnat de Belgique de l'omnium débutants
- 2012
  -  Champion de Belgique de vitesse par équipes (avec Jordy Vranken et Lindsay De Vylder)